# Megalopsallus californicus
Megalopsallus californicus är en insektsart som beskrevs av Schuh 2000. Megalopsallus californicus ingår i släktet Megalopsallus och familjen ängsskinnbaggar. Inga underarter finns listade i Catalogue of Life.